# Sebastian Hartmann (Basketballspieler)
Sebastian Hartmann (* 20. September 2004 in Rosenheim) ist ein deutscher Basketballspieler.

## Werdegang
Hartmann, der zunächst die Sportart Fußball betrieb, spielte als Jugendlicher Basketball beim SB DJK Rosenheim, in der Altersklasse U14 wechselte er in den Nachwuchsbereich des FC Bayern München. 2019 wurde Hartmann mit der U16-Mannschaft des FCB deutscher Meister, 2022 erreichte er mit Münchens U19 das Halbfinale um die deutsche Meisterschaft. Ab der Saison 2020/21 wurde Hartmann auch in der zweiten Herrenmannschaft des FC Bayern in der 2. Bundesliga ProB eingesetzt.
Nach erlangter Hochschulreife widmete sich Hartmann dem Basketballsport als Beruf und wurde im Juli 2022 vom Bundesligisten MHP Riesen Ludwigsburg als Neuzugang verkündet. Anfang Oktober 2022 bestritt er seinen ersten Einsatz in der Basketball-Bundesliga. Im Mai 2023 gab Hartmann der Eastern Washington University aus Cheney im US-Bundesstaat Washington seine Zusage. 2025 wechselte er innerhalb der Vereinigten Staaten an die University of Tennessee at Chattanooga.

### Nationalmannschaft
Im Sommer 2024 trat er mit der deutschen U20-Nationalmannschaft bei der Europameisterschaft dieser Altersklasse an und belegte den zwölften Platz. 2025 belegte er mit der deutschen A2-Nationalmannschaft den vierten Platz bei der Sommeruniversiade.

## Karriere-Statistiken

### Bundesliga

#### Hauptrunde
| Saison    | Team        | GP | GS | MPG   | FG % | 3P % | FT % | RPG | APG | SPG | BPG | PPG |
| --------- | ----------- | -- | -- | ----- | ---- | ---- | ---- | --- | --- | --- | --- | --- |
| 2022–2023 | Ludwigsburg | 12 | 0  | 05:26 | .333 | .200 | .000 | 0.4 | 0.2 | 0.0 | 0.0 | 1.2 |

#### Playoffs
| Saison    | Team        | GP | GS | MPG   | FG % | 3P % | FT % | RPG | APG | SPG | BPG | PPG |
| --------- | ----------- | -- | -- | ----- | ---- | ---- | ---- | --- | --- | --- | --- | --- |
| 2022–2023 | Ludwigsburg | 3  | 0  | 01:19 | .000 | .000 | .500 | 0.0 | 0.0 | 0.0 | 0.0 | 0.3 |

Quelle: 